# Cercles de pierres de Kerbatch
Les cercles de pierres de Kerbatch (ou Kerr Batch) sont un ensemble de cromlechs de Gambie.

## Description
Le site mégalithique est situé près de la localité de Kerbatch, dans le Nianija, Central River. Il compte 9 cromlechs, chacun composé de piliers de latérite taillée d'environ 2 m de haut et pesant 7 t,., l'un des piliers étant bifide. La zone couvre 0,79 ha. Les cromlechs contiennent chacun une dizaine de piliers et mesurant de 4 à 6 m de diamètre ; l'un des cromlechs est double.
Les mégalithes surmontent des tombes.

## Historique
Les éléments archéologiques découverts sur le site datent d'entre le IIIe siècle av. J.-C. et le XVIe siècle.
En 2006, le site est inscrit sur la liste du patrimoine mondial comme partie des cercles mégalithiques de Sénégambie, avec les cercles de pierres de Wassu (Gambie), Sine Ngayène et Wanar (Sénégal).